# Жаров, Алексей Викторович
Алексе́й Ви́кторович Жа́ров (11 июня 1980 года — 26 октября 1999 года) — командир отделения 506-го гвардейского мотострелкового полка 27-й гвардейской мотострелковой дивизии, гвардии рядовой, Герой Российской Федерации.

## Биография
Родился 11 июня 1980 года в селе Лысьва Усольского района. Окончил Пыскорскую среднюю школу, поступил в строительный техникум, окончил курсы трактористов.
В ноябре 1998 года был призван для прохождения срочной службы в Вооружённые Силы Российской Федерации.
В сентябре 1999 года был направлен в зону боевых действий в Дагестан и Чечню.
В ночь на 26 октября 1999 года подразделения полка при взятии позиций боевиков на Терском хребте по горным тропам без тяжелого вооружения проникли на рубежи вражеской обороны. Гвардии рядовой А. В. Жаров первым ворвался на позиции противника, автоматным огнём лично уничтожил четырёх боевиков, чем вызвал замешательство противника и способствовал успеху своего подразделения. После получения пулевого ранения он продолжил бой: при наступлении вглубь обороны врага закрыл своим телом от пулемётного огня командира батальона и спас его ценой собственной жизни.
Похоронен на родине.

 За мужество и героизм, проявленные в ходе контртеррористической операции в Северно-Кавказском регионе, Указом Президента Российской Федерации от 10 марта 2000 года гвардии рядовому Жарову Алексею Викторовичу посмертно присвоено звание Героя Российской Федерации. 

## Награды
- Медаль «Золотая Звезда» Героя Российской Федерации (10 марта 2000 года)

## Память
- В селе Лысьва одна из улиц названа именем А. В. Жарова, на здании Пыскорской средней школы установлена мемориальная доска.
- Имя А. В. Жарова выбито на памятной стеле Героев, установленной у Дома офицеров Приволжско-Уральского военного округа в Самаре.